# Pośrednia Krywańska Szczerbina
Pośrednia Krywańska Szczerbina (słow. Prostredná Krivánska štrbina, 2076 m) – przełęcz znajdująca się w Krywańskiej Grani w słowackiej części Tatr Wysokich. Oddziela Zadnią Krywańską Turnię od Pośredniej Krywańskiej Turni. Według opisu słownego w przewodniku Arno Puškáša stanowi ona najniższy punkt w niemal poziomym odcinku grani pomiędzy tymi dwiema turniami, z kolei na ilustracji w tej samej książce jako Pośrednia Krywańska Szczerbina podpisane jest nieco wyżej położone siodełko (2089 m), zlokalizowane bezpośrednio pod uskokiem północno-zachodniej grani Zadniej Krywańskiej Turni. Do doliny Niewcyrki opadają z przełęczy urwiste ściany. 
Pierwszego znanego wejścia na Wyżnią Krywańską Szczerbinę dokonali Alfred Martin i przewodnik Johann Franz senior 20 września 1907, podczas wspinaczki Krywańską Granią. W latach 1972–1976 na ścianach opadających do Niewcyrki taternicy wytyczyli 4 zimowe drogi wspinaczkowe o trudnościach od IV+ do V.
Obecnie wspinaczka w całym masywie Krywania nie jest dozwolona, z wyjątkiem północnej ściany Ramienia Krywania w okresie zimowym (od 21 grudnia do 20 marca).